# Auton
Auton (en francès Octon) és un municipi occità del Llenguadoc, situat al departament de l'Erau i a la regió d'Occitània. L'1 de gener del 2022 tenia 520 habitants.

## Patrimoni cultural
- Castell de Lauzières
- Capella Notre-Dame de Roubignac, església romànica dels s. X i XII